# ضاحية كمبالا
ضاحية كمبالا هي ضاحية في أوغندا، تقع في المنطقة الوسطى، بلغ عدد سكانها 1,507,080 نسمة وذلك حسب إحصائيات سنة 2013، عاصمتها كامبالا.vbsbsbd